# Carrollton (Georgia)
Carrollton város az USA Georgia államában. Lakosainak száma 26 738 fő (2020. április 1.).

## Népesség
A település népességének változása:

| 2010 | 24 388 |
| 2020 | 26 738 |